# Evangeline o Un racconto dell'Acadia

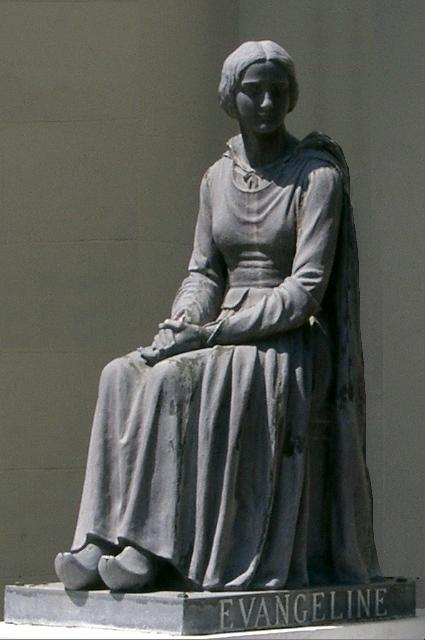
La statua dedicata a Evangeline a St Martinville, in Louisiana

Evangeline o Un racconto dell'Acadia (titolo originale Evangeline or A Tale of Acadie) è un poemetto di carattere epico scritto dal poeta statunitense Henry Wadsworth Longfellow nel 1847.

## La storia
L'opera, che si ispira ad un fatto storico accaduto nel 1775 ed è ambientata in Nuova Scozia o Acadia, narra la storia del ricco fattore Benedict Bellefontaine e della figlia Evangeline che vivono nel villaggio acadiano di Grand-Pré insieme a numerosi altri francesi.
Evangeline è promessa sposa di Gabriel Lajeunesse, figlio del potente fabbro del villaggio, ma proprio alla vigilia delle nozze giunge la notizia che i soldati inglesi sono sbarcati e tutti gli abitanti dovranno immediatamente abbandonare le loro case e andarsene.
Vincendo il desiderio di ribellarsi a questa ingiusta imposizione ed esortati da Padre Felician a seguire il volere di Dio, gli abitanti lasciano il villaggio e con grande angoscia si imbarcano. A causa della confusione di quei tragici momenti accade che Gabriel e il padre salgano su navi diverse mentre Evangeline rimane sulla spiaggia con il vecchio Benedict che muore tra le sue braccia.

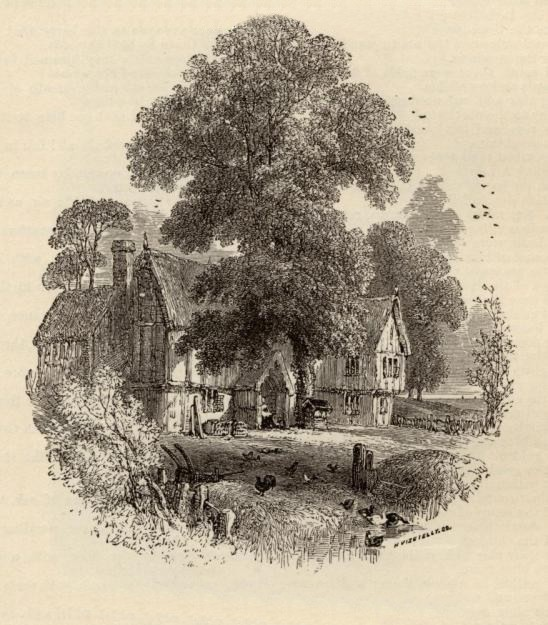
Myles Birket Foster Illustrazione per il poema in "The Complete Poetical Works of Henry Wadsworth Longfellow" (1880)

Da quel momento Evangeline si mette instancabilmente alla ricerca del suo sposo, senza però mai riuscire a trovarlo finché, ormai vecchia e rassegnata, va a vivere in una città abitata dai quaccheri, dove si prodiga in opere di bene. Durante un'epidemia di peste ella trova, nel lazzaretto dove porta il suo aiuto umanitario, Gabriel ormai vecchio e in punto di morte che la riconosce con un intenso e lungo sguardo prima di spirare.

## Al cinema
La figura di Evangeline ha ispirato più di una volta il cinema. La prima a impersonare sullo schermo l'infelice acadiana è stata l'attrice di origine francese Gene Gauntier che, nel 1908, sceneggiò il poema per un film prodotto dalla Kalem. 
Nel 1914, la neonata cinematografia canadese produsse anche lei un suo Evangeline. Poi fu la volta di Raoul Walsh, spinto dalla moglie a dirigere una nuova versione della storia. 
Nel 1929, Edwin Carewe diresse la messicana Dolores del Río, girando parte del film in Louisiana, a St. Martinville, cittadina in cui venne eretta una statua a ricordo di Evangeline.

### Filmografia
- Evangeline con Gene Gauntier (1908)
- Evangeline, regia di Hobart Bosworth (1911)
- Evangeline di William Cavanaugh e Edward P. Sullivan (1914)
- Evangeline di Raoul Walsh con Miriam Cooper (1919)
- Evangelina di Edwin Carewe con Dolores del Río (1929)